# Скір

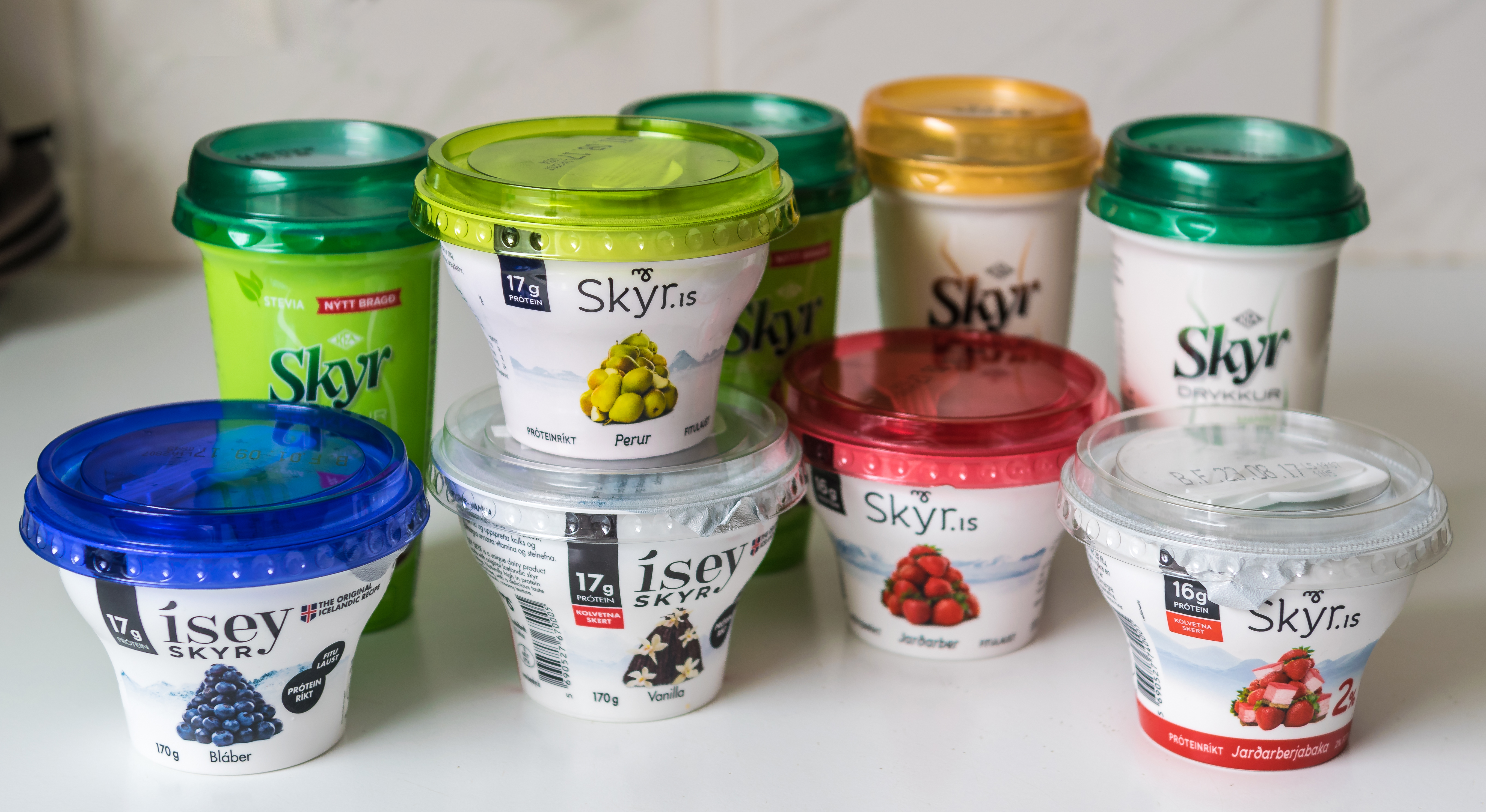
Різновиди смакового скиру.

Скир або скір (ісл. skyr /ˈscɪːr̥/) — кисломолочний продукт, різновид ісландського йогурту. Скир дуже густий і настільки щільний, що його можна віднести до м'яких сирів; у ньому багато білків — разів в три-чотири більше, ніж в звичайному йогурті. Має склад грецького йогурту, але м'якіший присмак. Скир можна класифікувати, як свіжий м'який знежирений сир, що нагадує густий йогурт (подібний до українського домашнього сиру). Скір часто прикрашений фруктами.
Скир має трохи кислий молочний аромат, але одночасно з відтінком деякої солодкості.

## Історія
Скір згадується в деяких середньовічних ісландських джерелах, наприклад в Сазі про Еґіля та Сазі про Ґреттіра. Проте не є ясним, наскільки тодішній скір був схожим на сучасний, оскільки не існує його детальних описів тих часів. Історик кулінарії Галлгердюр Гісладоттір (Hallgerður Gísladóttir) припускає, що у минулому скір був відомий на просторах всієї Скандинавії в часах заселення Ісландії, але можливо був забутий поза межами Ісландії.
Слово skyr споріднене з англійським словом shear («стригти, нарізати»), маючи на увазі, що молочний продукт розщеплюється на рідку сироватку та власне густий скір.